# Daignac
Daignac ist eine französische Gemeinde mit 470 Einwohnern (Stand 1. Januar 2022) im Département Gironde in der Region Nouvelle-Aquitaine; sie gehört zum Arrondissement Libourne und zum Kanton Les Coteaux de Dordogne. An der westlichen Gemeindegrenze verläuft das Flüsschen Canaudonne.

## Bevölkerungsentwicklung
- 1962: 375
- 1968: 411
- 1975: 364
- 1982: 364
- 1990: 361
- 1999: 406
- 2006: 465
- 2017: 476

## Sehenswürdigkeiten
- Kirche Saint-Christophe
- Schloss Curton
- Schloss Pressac

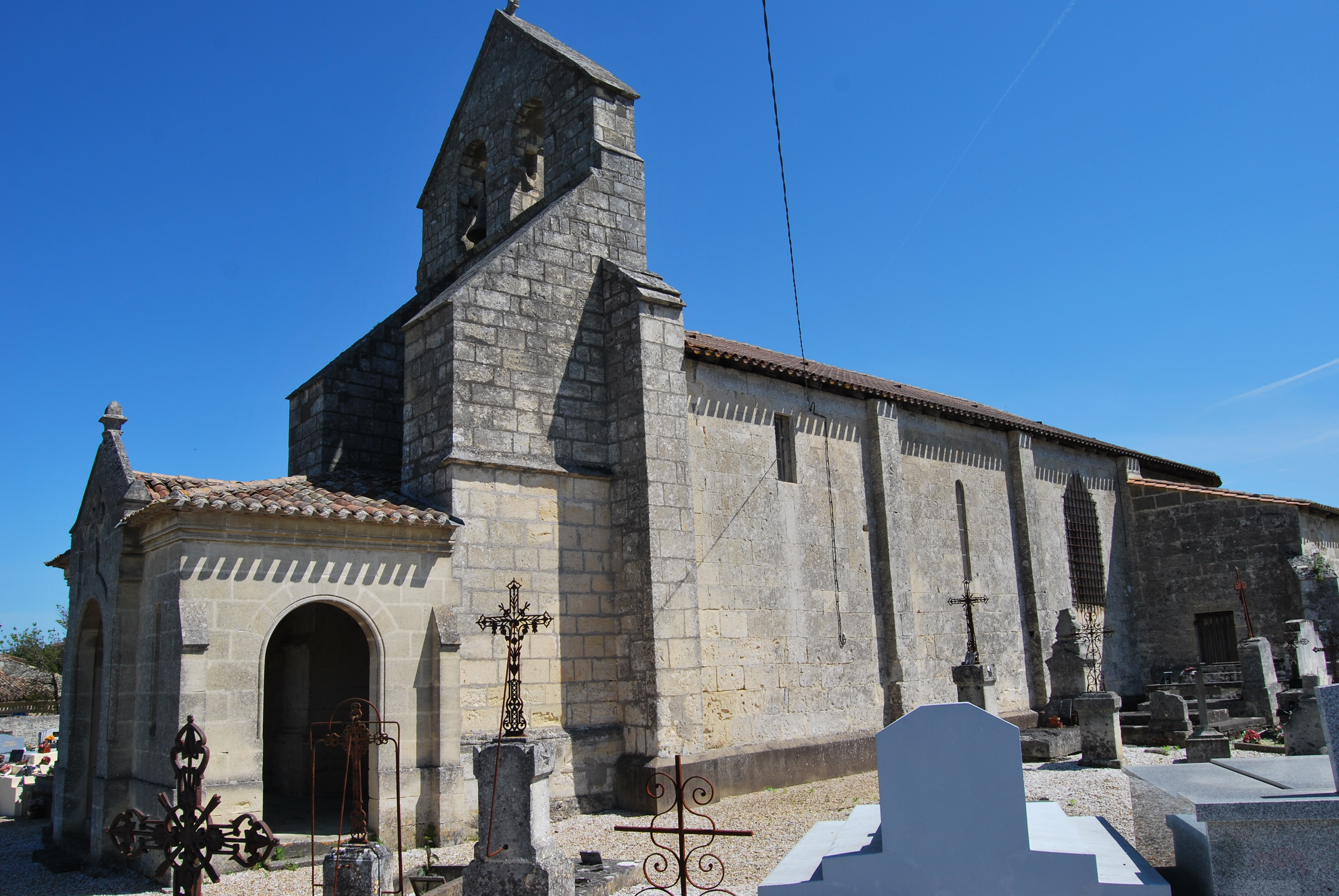
Kirche Saint-Christophe

- Siehe auch: Liste der Monuments historiques in Daignac